# 김창훈 (바둑 기사)
김창훈(金昌勳, 1995년 8월 20일 ~ )은 대한민국의 바둑 기사이다.

## 약력
전북 출신으로 부안바둑도장과 김대용 사범에게 바둑을 배웠다. 2015년 6월 세계아마바둑선수권 대회에 대한민국 대표로 출전하여 8전 전승으로 우승했다. 이후 2016년 2월, 제137회 일반입단대회를 통해 입단했다. 2017년 제2회 미래의 별 신예최강전 본선 16강과 2018년 제36회 KBS바둑왕전 본선 32강에 진출했다. 2019년에 2단을 거쳐 2020년 1월에 3단으로 승단했다. 같은해 6월, 제5회 미래의 별 신예최강전 결승에 진출하여 최광호를 꺽고 우승을 차지했고 4단으로 승단했다. 2023년에 7단으로 승단했다.